# Haplophthalmus monticellii
Haplophthalmus monticellii is een pissebed uit de familie Trichoniscidae. De wetenschappelijke naam van de soort is voor het eerst geldig gepubliceerd in 1922 door Arcangeli.